# Jorian Engelbrektsson
Jorian Engelbrektsson, född 15 maj 1982 i Falun, bosatt i Stockholm, är en svensk flipperspelare och professionell pokerspelare som 2007 blev världsmästare i flipperspel. Han blev därmed den förste icke-amerikanen att bli världsmästare. I finalen vann han på samtliga tre finalspel – mot tre amerikanska f.d. världsmästare. Jorian har även vunnit Flipper-SM sex gånger (2007, 2008, 2011, 2012, 2013 och 2018).

## Fotnoter
1. ↑  Lotta Narvehed (15 oktober 2007). ”Stockholmare världsbäst på flipper”. Dagens Nyheter. http://www.dn.se/DNet/jsp/polopoly.jsp?d=1298&a=704811. Läst 2 december 2007.